# Rościsław (książę wielkomorawski)
Rościsław (cz. Rostislav, slowacki Rastislav, w źródłach łacińskich Rastic, Restitius, Rastiz, Rastisclao, Rastislaus, zm. 870) – drugi (po Mojmirze) książę z rodu Mojmirowiców, władca państwa wielkomorawskiego w latach 846–870, święty Cerkwi prawosławnej.

## Początki panowania
Rościsław był bratankiem Mojmira I. W 846 roku, po śmierci Mojmira został wyniesiony na tron państwa wielkomorawskiego przez Ludwika II Niemieckiego, władcę państwa wschodniofrankijskiego. Ludwik II Niemiecki chciał uzależnić Rościsława od swojej władzy. Przypuszczał, że uda mu się podporządkować władcę wielkomorawskiego własnym politycznym interesom w Europie Środkowej. Rościsław prowadził jednak niezależną politykę. Od 850 roku książę morawski zerwał kontakty z sąsiadem. Zaczął wspomagać opozycję Ludwika, na Wielkich Morawach przyjmował przeciwników króla wschodniofrankijskiego, którzy musieli przymusowo uciekać z Państwa Wschodnich Franków. Z powodu zerwania stosunków i osłabienia wpływów wschodniofrankijskich Rościsław wygnał ze swojego państwa łacińskich księży, którzy w większości przybywali z Bawarii. W 855 roku Ludwik Niemiecki próbował ukarać Rościsława za nieposłuszeństwo i zorganizował wyprawę przeciwko Rzeszy Wielkomorawskiej. Jego wojsko doszło aż do głównej twierdzy Rościsława. Wojsko wielkomorawskie przeprowadziło zwycięskie kontruderzenie. Następnie Rościsław ścigał wojska wschodniofrankijskie, aż za graniczną rzekę Dunaj i złupił wschodniofrankijskie ziemie na drugim jej brzegu.
W 858 roku Rościsław sprzymierzył się z Karlomanem, margrabią Marchii Wschodniej (dzisiaj część Austrii) i zarazem synem Ludwika Niemieckiego. Rościsław zyskał dzięki temu sojuszowi część ziem dzisiejszych Węgier, które przyłączył do swojego państwa. W 861 roku Rościsław i Karloman ponownie zaatakowali siły Ludwika Niemieckiego, którego sprzymierzeńcem był Pribina, wtedy władca Księstwa Błatneńskiego. Rościsław napadł na Księstwo Błatneńskie i strącił Pribinę z tronu. Pribina prawdopodobnie został zabity. Książęcy tron otrzymał syn Pribiny, Kocel, stając się w ten sposób lennikiem Rościsława.

## Misja Cyryla i Metodego
Państwo wschodniofrankijskie wraz z sojuszniczą Bułgarią, nadal zagrażały państwu wielkomorawskiemu. Z tego powodu władca Rzeszy Wielkomorawskiej postanowił poprawić pozycję swojego państwa wśród sąsiadów. Wysłał on do papieża posłów z prośbą o zorganizowanie misji, która zastąpiłaby działalność wygnanych przez Rościsława łacińskich księży (przysyłanych przeważnie przez biskupów wschodniofrankijskich). Papież nie udzielił posłom żadnej odpowiedzi. W 861 roku (albo 862) Rościsław wysłał nowe poselstwo, tym razem do bizantyjskiego cesarza Michała III. Od bizantyjskiego władcy domagał się przysłania księży oraz nowego biskupa, którzy ugruntowaliby na Wielkich Morawach podstawy działalności kościoła. Michał III spełnił prośbę i w 863 roku przysłał na Wielkie Morawy Konstantyna (św. Cyryl) i Michała (św. Metody). Ich misja miała zasadniczy wpływ na rozwój kulturalny nie tylko państwa wielkomorawskiego, ale i całej Europy Wschodniej. Przede wszystkim Metody przysłużył się państwu kształceniem uczniów i wyświęceniem słowiańskich księży, którzy rozpoczęli działalność duszpasterską na Wielkich Morawach m.in. odprawiając msze w języku starosłowiańskim, co czyniło je zrozumiałymi dla całej ludności. Misja świętych przyczyniła się do powstania alfabetu słowiańskiego zwanego głagolicą.
W 864 roku Ludwik Niemiecki najechał na Państwo Wielkomorawskie i osaczył Rościsława w Devínie. Rościsław został przymuszony do uznania swojej zależności względem króla wschodniofrankijskiego oraz miał umożliwić powrót łacińskim księżom. Pomimo tego misja św. Cyryla i św. Metodego nadal rozwijała się bez przeszkód.
Ludwik Niemiecki niezadowolony z nieprzychylnej dla niego sytuacji politycznej w 868 roku ponownie zaatakował. Po raz wtóry Morawianie stawili zwycięsko czoło nowemu najazdowi. W tym samym czasie papież uznał św. Metodego za morawsko-panońskiego biskupa i tym samym potwierdził całkowicie wysiłek misji, oraz uznał autonomiczną kulturalno-polityczną pozycję państwa wielkomorawskiego. W rzeczywistości oznaczało to uniezależnienie się od państwa wschodniofrankijskiego.

## Koniec panowania
Rościsław powierzył sprawowanie władzy nad Księstwem Nitrzańskim (autonomiczne księstwo, część Państwa Wielkomorawskiego) swojemu bratankowi Świętopełkowi, który zaczął rządzić wraz z Rościsławem.
W 870 roku Świętopełk zawarł porozumienie z Ludwikiem Niemcem skierowane przeciwko Rościsławowi, i powierzył Księstwo Nitrzańskie opiece króla frankijskiego. Świętopełk podniósł bunt przeciwko Rościsławowi. Władca morawski próbował zabić Świętopełka, ale ten osamotnionego księcia pokonał, uwięził i wydał Frankom. Rościsław został postawiony przed sąd Ludwika, skazany na śmierć, w drodze łaski karę śmierci zastąpiono oślepieniem. Rościsław został uwięziony w którymś z bawarskich klasztorów, gdzie zmarł po roku 870.
Po obaleniu Rościsława na Wielkich Morawach rozgorzał spór o władzę, do której zgłaszał pretensje Świętopełk. Mimo to Ludwik Niemiecki powierzył pieczę nad słowiańskim państwem frankijskim margrabiom Wilhelmowi II i Engelszalkowi I.